# Palazzo Gaddi (Firenze)
Palazzo Gaddi si trova a Firenze, all'angolo tra piazza Madonna degli Aldobrandini e via dell'Amorino.

## Storia e descrizione
Si tratta del palazzo trecentesco della famiglia Gaddi, acquistato da Agnolo Gaddi e i suoi fratelli (Giovanni, Zanobi e Alessandro) come residenza di famiglia dopo il successo ottenuto nel campo dell'arte e della mercatura. In seguito la famiglia, ulteriormente arricchita e fregiata di titoli nobiliari si trasferì nel vicino palazzo Arrighetti-Gaddi, confinante con un celebre giardino (oggi scomparso) che veniva chiamato il "Paradiso dei Gaddi" e che ospitò John Milton.
Il palazzo è ben riconoscibile per la fila di sporti (archetti che sostengono un'estensione pensile) dal tipico aspetto medievale.